# Лахардан
Лахардан (англ. Lahardane; ирл. Leathardán) — деревня в Ирландии, находится в графстве Мейо (провинция Коннахт), расположенный поблизости Баллины, Каслбара, Кроссмолины, озера Лох-Конн и пика Нефин. Население — 500 человек (по переписи 2002 года).